# Leichtathletik-Weltmeisterschaften 2013/Teilnehmer (Ungarn)
| Gelbes Symbol für Goldmedaillen mit stilisierten Olympischen Ringen | Graues Symbol für Silbermedaillen mit stilisierten Olympischen Ringen | Braundes Symbol für Bronzemedaillen mit stilisierten Olympischen Ringen |
| ------------------------------------------------------------------- | --------------------------------------------------------------------- | ----------------------------------------------------------------------- |
| —                                                                   | 1                                                                     | —                                                                       |

Der Leichtathletik-Verband Ungarns stellte bei den Leichtathletik-Weltmeisterschaften 2013 in der russischen Hauptstadt Moskau elf Teilnehmer.

## Ergebnisse

### Männer

#### Laufdisziplinen
| Athlet          | Disziplin    | Vorlauf     | Vorlauf | Halbfinale  | Halbfinale | Finale             | Finale             |
| Athlet          | Disziplin    | Zeit        | Platz   | Zeit        | Platz      | Zeit               | Platz              |
| --------------- | ------------ | ----------- | ------- | ----------- | ---------- | ------------------ | ------------------ |
| Balázs Baji     | 110 m Hürden | 13,36 s PB  | 7       | 13,49 s     | 12         | nicht qualifiziert | nicht qualifiziert |
| Tamás Kazi      | 800 m        | 1:46,48 min | 12      | 1:46,40 min | 16         | nicht qualifiziert | nicht qualifiziert |
| Máté Helebrandt | 20 km Gehen  |             |         |             |            | 1:28:49 h          | 41                 |
| Sándor Rácz     | 50 km Gehen  |             |         |             |            | 4:12:18 h          | 45                 |

#### Sprung/Wurf
| Athlet         | Disziplin  | Qualifikation | Qualifikation | Finale             | Finale             |
| Athlet         | Disziplin  | Weite         | Platz         | Weite              | Platz              |
| -------------- | ---------- | ------------- | ------------- | ------------------ | ------------------ |
| Ákos Hudi      | Hammerwurf | 74,30 m       | 15            | nicht qualifiziert | nicht qualifiziert |
| Krisztián Pars | Hammerwurf | 79,06 m       | 1             | 80,30 m            | Silber             |

### Frauen

#### Laufdisziplinen
| Athletin          | Disziplin   | Vorlauf | Vorlauf | Halbfinale | Halbfinale | Finale       | Finale |
| Athletin          | Disziplin   | Zeit    | Platz   | Zeit       | Platz      | Zeit         | Platz  |
| ----------------- | ----------- | ------- | ------- | ---------- | ---------- | ------------ | ------ |
| Viktória Madarász | 20 km Gehen |         |         |            |            | 1:34:10 h SB | 37     |

#### Sprung/Wurf
| Athletin      | Disziplin   | Qualifikation | Qualifikation | Finale             | Finale             |
| Athletin      | Disziplin   | Weite         | Platz         | Weite              | Platz              |
| ------------- | ----------- | ------------- | ------------- | ------------------ | ------------------ |
| Barbara Szabó | Kugelstoßen | 1,83 m        | 20            | nicht qualifiziert | nicht qualifiziert |
| Éva Orbán     | Hammerwurf  | 70,62 m       | 11            | 72,70 m            | 8                  |
| Anita Márton  | Kugelstoßen | 17,32 m       | 20            | nicht qualifiziert | nicht qualifiziert |

#### Siebenkampf
| Athletin                 | Disziplin | 100 m Hürden | Hochsprung | Kugelstoßen | 200 m   | Weitsprung | Speerwurf | 800 m       | Punkte | Platz |
| ------------------------ | --------- | ------------ | ---------- | ----------- | ------- | ---------- | --------- | ----------- | ------ | ----- |
| Györgyi Zsivoczky-Farkas | Ergebnis  | 14,09 s      | 1,80 m     | 13,13 m     | 25,66 s | 6,16 m     | 45,43 m   | 2:15,28 min | 6067   | 15    |
| Györgyi Zsivoczky-Farkas | Punkte    | 966          | 978        | 736         | 827     | 899        | 772       | 889         | 6067   | 15    |